# Blas de Lezo (Cartagena de Indias)
Blas de Lezo es un barrio al sur de Cartagena de Indias en Colombia. 

## Toponimia
El nombre del barrio es en honor al oficial naval español Blas de Lezo (1689-1741) que defendió la ciudad de Cartagena de Indias del asedio británico durante la guerra del Asiento en 1741.

## Geografía
Ubicada al norte de la localidad 3 Industrial y de la Bahía, unidad comunera de gobierno 12. Es un barrio residencial en su mayor parte plano con ligeras inclinaciones de terreno sobretodo en su parte sur. Hidrológicamente hay arroyos canalizados en la Avenida John F. Kennedy (Calle 22 y Carrera 68) y en el límite nororiental con el barrio Santa Mónica (Carrera 71 con Calle 30) que drenan sus aguas a la Ciénaga de la Virgen.

### Límites
| Noroeste: Transversal 54 (Carretera de la Cordialidad) | Norte: Calle 30 | Nordeste: Calle 30            |
| Oeste: Carreras 62A y 63                               |                 | Este: Carrera 71              |
| Suroeste: Calle 21, Carrera 65                         | Sur: Calle 19   | Sureste: Carrera 68, Calle 21 |

## Historia
Fundado en 1961. Durante el programa de la Alianza para el Progreso, fue uno de los barrios beneficiados con ayudas sociales de Estados Unidos, por lo que su avenida principal se bautizó en homenaje al asesinado presidente estadounidense John F. Kennedy.

## Sitios importantes
- Instituciones educativas: Soledad Acosta de Samper, Luis Carlos López y Nuestra Señora de la Consolata
- Culto: Parroquia Nuestra Señora de la Consolata
- Salud: Hospital Naval de Cartagena (Unidad de Atención Básica Blas de Lezo)[5]
- Deportes: Estadio de Softbol Kennedy, Estadio de Beisbol y Polideportivo Blas de Lezo
- Comercio: Supertiendas Olimpica, Centro Comercial La Castellana (aledaño al barrio)
- Parques: Los Borrachos, Rafael Dominguez

## Movilidad
Las principales avenidas del barrio son la Kennedy (Calle 22 y Carrera 68), las Calles 25 y 30 y la Carrera 71. 
Para transporte urbano, la estación de Transcaribe mas cercana es La Castellana en la Avenida Pedro de Heredia (Calle 31) en el vecino barrio Villa Sandra, asi como la ruta alimentadora A107 Blas de Lezo desde y hacia el Patio Portal de ese sistema.